# 小行星1325
小行星1325（1325 Inanda）是一颗围绕太阳公转的小行星。1934年7月14日，西里爾·傑克遜在约翰内斯堡发现了此天体。
該小行星以南非的城鎮伊南達命名。
这颗小行星的绝对星等为336.9668270879019等。